# Dunkler Riesenzackenbarsch
Der Dunkle Riesenzackenbarsch (Epinephelus lanceolatus), zur Unterscheidung vom Gefleckten Riesenzackenbarsch (Epinephelus tukula) auch Schwarzer Zackenbarsch genannt, ist mit einer maximalen Länge von 2,7 bis 3,0 Metern und einem maximalen Gewicht von 400 Kilogramm der größte in Korallenriffen lebende Knochenfisch.

## Aussehen
Dunkle Riesenzackenbarsche haben die typische Barschgestalt mit einer vorderen, hartstrahligen und einer hinteren, weichstrahligen Rückenflosse. Das große Maul gibt ihnen ein „grimmiges“ Aussehen. Juvenile Riesenzackenbarsche sind schwarzweiß gefärbt und haben gelbe Flossen, ausgewachsene Fische sind graubraun und hell gefleckt.
- Flossenformel: Dorsale XI/14–16, Anale III/8.

Die Stachelstrahlen der Rückenflosse werden nach hinten immer länger.

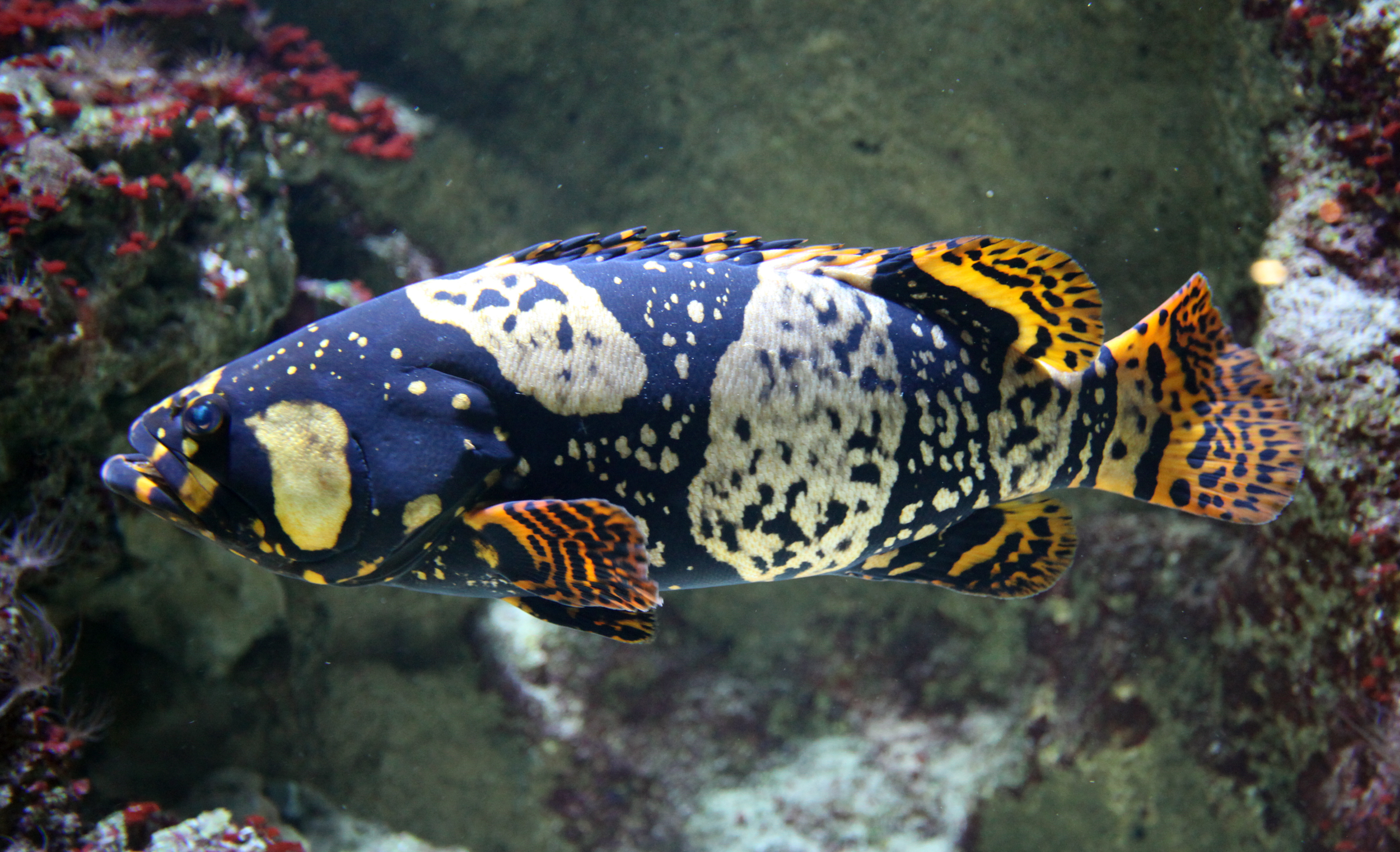
Seitenansicht eines Jungtiers
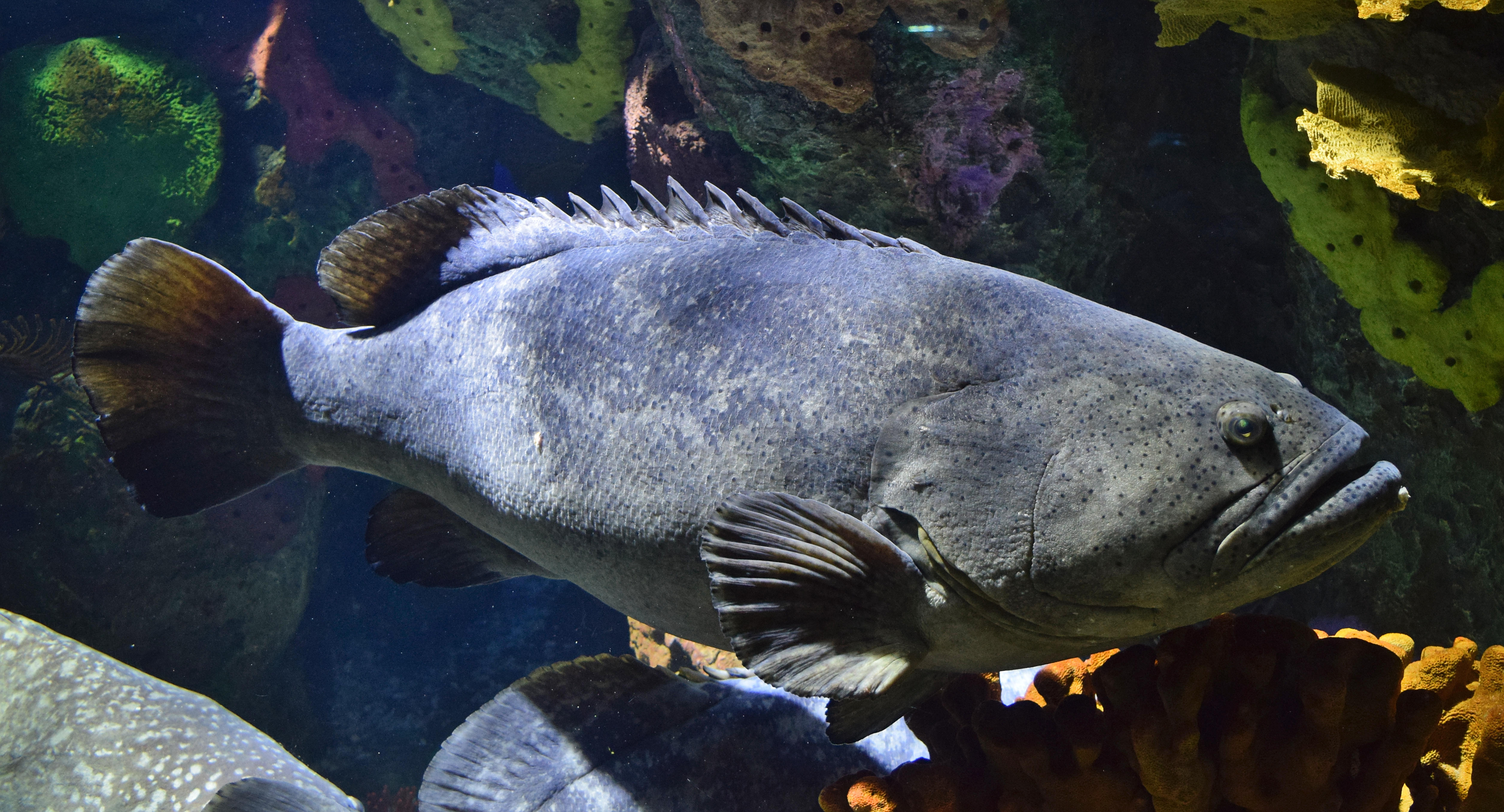
Seitenansicht eines ausgewachsenen Tiers

## Verbreitung
Sie leben im Roten Meer, im Indischen Ozean und im westlichen Pazifik zwischen Südjapan, Hawaii und Neukaledonien. Riesenzackenbarsche leben sowohl in Lagunen als auch an Außenriffen bis in Tiefen von 100 Metern, normalerweise nur bis 50 Meter.
In stark befischten Regionen sind die Riesenzackenbarsche verschwunden.

## Verhalten
Dunkle Riesenzackenbarsche bewohnen Höhlen, oft auch Wracks. Sie sind unverträgliche, angriffslustige, in Revieren lebende Einzelgänger. Sie ernähren sich carnivor von Krebstieren, vor allem Langusten, und von Fischen. Auch kleine Meeresschildkröten und kleine Haie zählen zu ihrer Nahrung. Es gibt unbestätigte Berichte über Angriffe auf Menschen.
Das Fleisch ausgewachsener Riesenzackenbarsche kann durch Ciguatoxine vergiftet sein.